# Novi papa
Novi papa (eng. The New Pope) je talijansko-engleska dramska televizijska miniserija iz 2020. godine, autora Paola Sorrentina, producirana za Sky Atlantic, HBO i Canal+.
Iako na početku najavljena kao druga sezona, nastavak je serije Mladi papa, a radnja se vrti oko novog pape. U Italiji serija se premijerno prikazala na Sky Atlanticu od 10. siječnja 2020.
U Hrvatskoj serija se prikazala na HBO-u od 14. siječnja 2020.

## Radnja
Prošlo je devet mjeseci otkako je papa Pio XIII., rođen kao Lenny Belardo, pao u komu, pa su Voiello i ostali kardinali prisiljeni izabrati novog pontifikata. Uvijek u pokušaju da odabere lako upravljivog papu, izbor pada na blagog kardinala Tommasa Vigliettija, koji se, međutim, kao i njegov prethodnik, pokazuje kao sve samo ne snishodljiv: zapravo, pretpostavljajući papinsko ime Franje II., bez oklijevanja pokreće potpuno novu liniju usmjerenu na siromaštvo.
Međutim, nekoliko dana kasnije, Franjo II. ima smrtonosnu bolest (prema nekim glasinama to je Voiellski longa manus, pa se Viglietti uspoređuje s Ivanom Pavlom I.) i stoga je potrebna nova konklava: s obzirom na potrebu pronalaženja sredine između posljednja dva pontifikata, izbor pada na Sir Johna Brannoxa,  engleski kardinal složene i krhke osobnosti, strastveni sljedbenik Johna Henryja Newmana.
Brannox, prihvaća Voiellov prijedlog da otkupi postojanje boli (roditelji mu nikada nisu oprostili smrt brata blizanca Adama, kojem budući pontifik nije mogao pomoći nakon nesreće na skijanju zbog ovisnosti o heroinu) i uzima ime Ivana Pavla III. Njegova krhkost, međutim, uskoro postaje nepremostiva prepreka sve dok se ne dogodi nezamislivo: Pio XIII., "srozan" na Papa emeritus, budi se iz kome i zajedno se dva pontifikata odlučuju suočiti sa sve većom prijetnjom terorizma.
Ivan Pavao III. zatim podnosi ostavku dok Lenny, nedugo nakon što je preuzeo pontifikat, umire nakon što je zagrlio vjernike na Trgu svetog Petra, konačno Voiello postaje novi papa.

## Pregled serije
Serija se u Hrvatskoj premijerno prikazivala na HBO kanalu, utorkom u večernjim satima, sa reprizama na HBO 2 i HBO 3
| Sezona | Epizoda | Talijansko prikazivanje         | Hrvatsko prikazivanje           |
| ------ | ------- | ------------------------------- | ------------------------------- |
| 1      | 9       | 10. siječnja – 7. veljače 2020. | 14. siječnja – 10. ožujka 2020. |

## Glumačka postava

### Glavni
- Jude Law kao Lenny Belardo/Papa Pio XIII
- John Malkovich kao John Brannox/Papa Giovanni Paolo III
- Silvio Orlando kao Angelo Voiello/kardinal Hernandez
- Cécile de France kao Sofia Dubois
- Javier Cámara kao Bernardo Gutierrez
- Ludivine Sagnier kao Esther Aubry
- Henry Goodman kao Danny
- Maurizio Lombardi kao Mario Assente
- Marcello Romolo kao Tommaso Viglietti/Papa Francesco II
- Massimo Ghini kao Spalletta
- Mark Ivanir kao Bauer
- Ulrich Thomsen kao Helmer Lindegard

### Sporedni
- Ramón García (Ramón García Monteagudo) kao kardinal Aguirre
- Antonio Petrocelli kao Monsignor Luigi Cavallo
- Tomas Arana kao Tomas Altbruck
- Nora Waldstätten kao sestra Lisette
- Jessica Piccolo Valerani kao sestra Pamela
- Kiruna Stamell kao the časna
- Eco Andriolo Ranzi kao sestra Caterina
- Agnieszka Jania kao sestra Ivanka
- Claudio Bigagli kao Duilio Guicciardini
- Alessandro Riceci kao Fabiano
- Marilyn Manson kao Marilyn Manson
- Sharon Stone kao Sharon Stone
- Marina Viro kao Estherina novinarka
- Yuliya Snigir kao Ewa Novak
- Giancarlo Fares kao Franco

## Vanjske poveznice
- Službena stranica na hbo.com (engl.)
- The New Pope u internetskoj bazi filmova IMDb-a (engl.)